# 1103 Sequoia
Az 1103 Sequoia (ideiglenes jelöléssel 1928 VB) egy kisbolygó a Naprendszerben. Walter Baade fedezte fel 1928. november 9-én.